# Erdoğdu, Kadirli
Erdoğdu là một xã thuộc huyện Kadirli, tỉnh Osmaniye, Thổ Nhĩ Kỳ. Dân số thời điểm năm 2010 là 482 người.